# Efecto Cantillon
El “Efecto Cantillon” se refiere a la teoría del economista franco-irlandés Richard Cantillon sobre el efecto desigual de las políticas monetarias sobre la economía. Es un fenómeno mediante el cual la emisión monetaria beneficia a quien imprime el dinero perjudicando a la población general debido a que el dinero de nueva creación no es distribuido ni simultáneamente ni uniformemente a lo largo de la población. El proceso de expansión monetaria supone por lo tanto, una transferencia de riqueza.

## Historiografía del "Efecto Cantillon"
Los antecedentes conceptuales del efecto Cantillon pueden buscarse en los teóricos de la Escuela de Salamanca, ya que Cantillon pasó una temporada en Barcelona, donde es posible que se haya interiorizado sobre el proceso inflacionario español del siglo XVI. También vivió de cerca y previó la "Burbuja del Mississippi". Por otra parte, es posible relacionar al "Efecto Cantillon" con la Ley de Say, que explica que la producción determina la demanda, de donde se deriva que la fabricación de dinero no produce riqueza.
La expresión "Efecto Cantillon" fue creada por Mark Blaug en 1962. La denominación es un homenaje a Richard Cantillon, quien describió el proceso por primera vez. En palabras de Blaug, en su libro Economic Theory in Retrospect, "el efecto diferencial de una inyección de dinero, regido por la naturaleza de la inyección, será llamado en lo sucesivo el Efecto Cantillon".
De acuerdo con Sieroń Arkadiusz, Cantillon investigó varias causas posibles del aumento de la oferta monetaria nacional, incluyendo la importación de dinero de países extranjeros y el descubrimiento de nuevas minas de oro y plata. Su idea más importante fue que el efecto de este nuevo dinero dependía de quién tuviera control de este dinero y de dónde se inyectara en la economía. Insertar dinero perturba la economía, generando ciclos económicos.
En el Ensayo sobre la naturaleza del comercio en general, Cantillon estudia las variaciones en la cantidad de circulante en un país, pensando en el uso de las monedas de “oro y la plata para el gran comercio y del cobre para las pequeñas transacciones”.  Aún con monedas de metal, que tienen un valor intrínseco, el exceso de oferta de dinero provoca inflación.
Cantillon llama "dinero efectivo" (argent effectif) a las monedas de metal, diferenciándolas de los billetes en papel (billets), que no eran en ese entonces billetes de banco como los actuales sino letras de cambio: “Es inconcebible que el comercio al por menor pueda realizarse sin dinero efectivo. Los billetes pueden servir como unidades de cambio, en los pagos importantes, durante un cierto lapso; pero cuando es preciso distribuir y esparcir las grandes sumas en pequeñas transacciones, como pronto o tarde resulta necesario en la corriente de circulación de una ciudad, los billetes no pueden servir a este efecto, y hace falta dinero contante”.
El efecto Cantillon supone una situación inicial estable donde la cantidad de dinero es fija. Considerando que “el dinero circulante en un Estado es igual en valor a la novena parte de todo el producto anual de las tierras”, Cantillon pasa a estudiar los fundamentos de la inflación. Se concentra en especial en el aumento y la disminución de la cantidad de dinero efectivo (metálico) dentro de un estado y la forma y velocidad de circulación del dinero.
Para Cantillon, el aumento en la cantidad de dinero beneficia a quien lo pone en circulación. “Si en un Estado se descubren minas de oro o de plata, y de ellas se extraen cantidades considerables de mineral, el propietario de estas minas, los empresarios y todos cuantos trabajan en ellas no dejarán de aumentar sus gastos en proporción a las riquezas y a los beneficios que obtengan”. Este dinero, ya sea prestado o gastado, entrará en circulación, haciendo que aumente el precio de los artículos y mercaderías en todos los canales de circulación por donde penetre ya que la abundancia del dinero o un aumento en la velocidad de circulación del dinero encarece todos los bienes y servicios. De esta manera, la demanda será más intensa que de ordinario y los precios subirán. Quienes sufrirán este encarecimiento y el aumento del consumo serán, en mayor medida, los propietarios de tierras mientras duren sus contratos de arrendamiento y quienes están vinculados a ellos mediante un salario fijo. Por ende, todos ellos deberán moderar su gasto en proporción al nuevo consumo.

## Denominación "efecto Hume-Cantillon"
Algunos autores hablan del "efecto Hume-Cantillon", debido a que David Hume y Richard Cantillon describieron el efecto desigual de la inyección de dinero al mismo tiempo.
Existe una polémica acerca de quién de los dos descubrió primero este fenómeno. Hume publicó sus conclusiones en 1752 en el ensayo Of money, mientras que el libro de Cantillon se publicó más tarde, en 1755. Sin embargo la obra de Cantillon, quien había fallecido en 1743, es póstuma, por lo que necesariamente fue escrita al menos diez años antes de la publicación del libro de Hume.
Friedrich Hayek, en la introducción a la edición en alemán del libro de Cantillon, publicada en 1931, arriesga que es posible que Hume haya leído y se haya inspirado en un manuscrito de la obra de Cantillon.
En fin, con posterioridad a Marck Blaug y en tiempos recientes, se suele hablar del "efecto Hume-Cantillon" para evitar polémicas innecesarias acerca de quién de los dos economistas describió este efecto por primera vez.

## Interés del "Efecto Cantillon" en la actualidad
El desarrollo de las criptomonedas y la alta inflación en algunos países americanos durante el siglo XXI reavivaron en tiempos recientes el interés por el "Efecto Cantillon".
Pueden consultarse, a modo de ejemplo, los siguientes artículos aparecidos en diarios o en diversos sitios de internet:
- El efecto "Cantillón" de la política monetaria de Argentina, artículo publicado en el diario "La Capital" de Rosario en 2018.
- Cómo Bitcoin te salva del efecto Cantillon, aparecido en un blog especializado en criptomonedas.
- El mismo tema es desarrollado en el artículo Bitcoin, ¿La solución al Efecto Cantillón?, publicado un sitio sobre criptomonedas.
- Lo mismo se describe en el diario "La antena", de Venezuela: Mercado de Criptoactivos dejando paso positivo a pesar del criptoinvierno